# 夢幻拉拉
《夢幻拉拉》（日语：魔法のステージファンシーララ），是Studio Pierrot原創的魔法少女類型的日本電視動畫作品，共26集，由大阪電視台、讀賣廣告社、Bandai Visual聯合製作。自1998年4月5日至1998年9月27日在日本東京電視台聯播網首播。
另有改編漫畫版在《Ribon》1998年5月號至11月號及同年的暑假增刊號刊載，作者是春日琉璃香，單行本共2冊，台灣大然文化的中文版定名《魔法拉拉》。

## 故事簡介
9歲小學女生篠原美穗偶然遇到兩個「時間記憶精靈」皮古和摩古，牠們送了魔法筆和魔法畫簿給美穗，讓她可以使用魔法把畫像變成實體。美穗用魔法把自己變成15歲的拉拉，偶然之下在街上被邀請擔任替工模特兒，從此打開進入演藝界之路。經過了幾個月，拉拉的演藝事業開始有點成績，推出了唱片，並且開了個人首場演唱會。拉拉的演唱會結束後，變回原狀的美穗在歸家途中不小心遺失了魔法筆和畫簿，從此不能再變成拉拉，美穗感到傷心難過。皮古和摩古在嘗試再變出魔法筆和畫簿時消失，令美穗更加傷心。
漫畫的故事比動畫短，結局也有點不同，美穗知道每次變身會消耗皮古和摩古的力量後，因為不想傷害牠們而放棄使用魔法。

## 登場角色
括號內是香港譯名。

### 主角及跟魔法有關的角色
- 篠原美穗

配音員：大森玲子／香港：黃麗芳／台灣：丘梅君
主角，喜歡繪畫的9歲小學生。她用魔法筆在魔法畫簿上繪畫後，再念咒語，就可以變身成為15歲的拉拉，再念其它咒語就可以回復原狀。
- 拉拉（娜拉）

從9歲的美穗變身而成的15歲少女，機緣巧合下進入演藝界。
- 皮古（比比）

配音員：安達忍／香港：袁淑珍／台灣：鄭仁君
精靈。
- 摩古（莫莫）

配音員：根谷美智子／香港：陸惠玲／台灣：龍顯蕙
精靈。為了答謝美穗收留牠和皮古，牠們贈送魔法筆和魔法畫簿給美穗，讓她可以使用魔法。
- 不可思議先生（奇怪叔叔）

配音員：大林隆之介／香港：何國星
人如其名。把皮古和摩古交給美穗的人。

### 美穗的家人
- 篠原洋一郎

配音員：星野宣／香港：盧國權
美穗的爸爸，一個考古學家。
- 篠原真實子/篠原真美子

配音員：榊原良子／香港：盧素娟／台灣：鄭仁君
美穗的媽媽，在電視台工作。
- 篠原千紗

配音員：柊美冬／香港：沈小蘭／台灣：龍顯蕙
美穗的姊姊
- 篠原一郎

配音員：品川徹
美穗的爺爺，與美穗的奶奶洋子一起住在鄉下生活。
- 篠原洋子

配音員：
美穗的奶奶，與美穗的爺爺一郎一起住在鄉下生活。

### 美穗的同學
- 吉田太郎

配音員：山口勝平／香港：區瑞華／台灣：鄭仁君
美穗的兒時玩伴少年，稱呼美穗的暱稱。第三集表示真實身分為人氣歌星夢野美樹的表弟。
頭髮散亂且帶點叛逆性格，有時會帶美穗出去，幾乎沒有夢幻拉拉的印象。
所屬的少年棒球隊「加油吧」跟另一隊的「黑色」所屬的王牌星澤（配音員：柊美冬）為競爭對手，將來的夢想是棒球選手（動畫第24集）。第21集從數學成績只得了25分得知他對用功讀書很不擅長。
- 結城秋

配音員：南央美／香港：雷碧娜
美穗的好友。體型與外表帶點中性的感覺，將來的夢想是當「必要的時候會脫掉衣服」的女優。
對於學期結束後回到明星生涯的事感覺「兩人的友情之間不穩固」。
- 野崎安名

配音員：飯塚雅弓／香港：鄭麗麗／台灣：鄭仁君
- 朝霧勝之進

配音員：宮本充／香港：馮錦堂

### 拉拉在工作上遇到的人
- 羽根石由美

配音員：田中敦子／香港：林丹鳳
拉拉所屬公司的社長，發掘了拉拉。
- 菅野江美子

配音員：金澤映子／香港：雷碧娜
- 川口理理香

配音員：根谷美智子／香港：梁少霞
拉拉的經理人。
- 相川廣也

配音員：石川英郎／香港：鄺樹培
喜歡拉拉的演員，為拉拉的消失而擔心。
- 鳴海麻生

配音員：粱田清之
- 夢野美樹

配音員：草地章江／香港：林元春
吉田太郎的表姊，拉拉在演藝界的競爭對手。
- 柯米

配音員：成田劍／香港：陳欣
拉拉的化妝師。拉拉消失後，有一天他在街上偶然遇到美穗，知道美穗就是拉拉後，告訴她只要再過多幾年便會再變成拉拉了。和不可思議先生有過面識，並且稱他為「帽子先生」。

### 其他
- 今市

配音員：岩永哲哉
- 星澤

配音員：有馬克明

## 動畫歌曲
片頭曲：
- ，大森祥子填詞，池毅（日语：池毅）作曲。大森玲子主唱，她是美穗和拉拉的配音員。

片尾曲：
- ，松浦有希（日语：松浦有希）填詞、作曲，大森玲子主唱。

香港電視版片頭曲：
- 「魔法小美穗」，主唱：蓋世寶

片頭及片尾動畫由森山雄治、大西貴子繪製。

## 各話標題
1. 美穗華麗的變身
2. 拉拉在原宿出道
3. 忐忑不安上電視演出
4. 一起約會的星期日
5. 美穂和拉拉忙錄的一天
6. 拉拉是競爭對手？
7. 恐怖的返校打掃日
8. 小貓利魯和魔法的秘密
9. 我不是當歌手的料
10. 狀況不斷地宣傳日
11. 精采的指定代打
12. 妳是誰？
13. 拉拉和廣失的醜聞
14. 玩具王國的美穂
15. 沒有結束的夢
16. 美穂初次的單人旅行
17. 河童出現的日子
18. 拉拉是愛神邱比特
19. 姐姐遺忘的東西
20. 和媽媽一起？
21. 朝霞老師的情人
22. 獨家新聞拉拉的真實身份
23. 姐姐的男朋友
24. 拉拉初次的演唱會
25. 拉拉消失了
26. 最喜歡大家

## 外部連結
- 互联网电影数据库（IMDb）上《夢幻拉拉》的资料（英文）